# Liebe in drei Dimensionen
Liebe in drei Dimensionen ist ein 1972 gedrehter deutscher Erotikfilm von Walter Boos mit Ingrid Steeger in der Hauptrolle.
Die Besonderheit des Films ist, dass es in 3D-Technologie gefilmt wird um die vielen Szenen zu betonen, in denen die Schauspieler verschiedene Objekte an der Kamera werfen oder zeigen, einschließlich der Brüste der Schauspielerin Christina Lindberg. Der Film wurde in einem aufwändigen stereoskopischen Verfahren auf 70 mm-Technicolorfilm gedreht; im Kino wurde er auf normalen Kinoprojektoren mit einem Polarisationsprisma auf dem Objektiv gezeigt, wobei die Zuschauer Polarisationsbrillen tragen mussten.

## Handlung
Die Handlung spielt in verschiedenen Episoden in einem großzügigen Münchner Mietshaus, in dem die meinungsstarke Hausmeisterin Frau Huber ihres Amtes waltet.
Hier besucht die unschuldige Petra ihre ältere Schwester Dagmar, um deren Wohnung während ihrer Geschäftsreise nach Afrika zu hüten. Sie wird von Dagmars Freund Wolfgang angemacht und flüchtet zu dem vorbeikommenden Manfred, der ihr einen Job als Kellnerin bei einer Party anbietet. Dort wird sie zwar von Gästen in den Swimming Pool geworfen, aber Manfred fährt sie nach Hause und die beiden verabreden sich für den nächsten Tag.
Zurück im Haus hat das Nordlicht und Fotomodell Anita beschlossen, ein ausgiebiges Sonnenbad zu nehmen. Manfred sperrt die Terrasse ab und angelt sich ihre Kleidung, um ihr daraufhin aus ihrer misslichen Lage zu helfen und sie so zu verführen; Anita durchschaut seinen Plan, lässt sich aber auf das Abenteuer ein.
Daraufhin wechselt die Handlung in eine Gastwirtschaft, in der sich die üppige Bedienung Fanny und ihr Freund Theo gegenseitig anöden. Theo verführt daraufhin die Inderin Susu, und Fanny bedient sich gleichfalls bei Heinz, einem Streifenpolizisten der in sie verschossen ist. Als Theo die beiden ertappt, und zwar in Fannys Wohnung in dem famosen Mietshaus, setzt er Heinz vor die Tür, und Theo und Fanny lassen ihre Beziehung wieder aufleben.
Die Szene wechselt in eine andere Wohnung zu Rosi und Lissy; Rosi schildert eine erotische Begegnung vom Vortag und verführt dabei Lissy. Wie sich herausstellt, hat Rosis Freund Otto die beiden beobachtet, und Rosi gibt zu, dass die ganze Geschichte nur erfunden war um eine ménage à trois mit Lissy anzustoßen; beim nächsten Mal möchte Otto als Feuerwehrmann auftreten.
Petra besucht wie abgemacht Manfred in dessen Sportschule, beobachtet ihn aber wie er dort mit Gaby flirtet, und gibt ihm den Laufpass.
Zurück in einer anderen Wohnung, vergnügt sich das Paar Inge und Rudi, während eine Nachbarin ihnen fasziniert lauscht. Ein anderer Nachbar, Roland, beschwert sich dagegen über den Radau und klopft laut gegen die Wand; Inge verlässt im Streit die Wohnung und sucht ihre Arbeitsstelle in einem Wäschegeschäft auf. Hier ergattert zuerst von ein Kunde und später der zufällig vorbeikommende Roland einen Blick unter ihr Röckchen. Roland führt Inge auf das Oktoberfest aus, erobert sie und die beiden heiraten schließlich. Als sie eines Tages herumalbern klopft wieder eine Nachbarin an die Wand.
Schließlich kommen sich Petra und Manfred doch noch bei einem Picknick auf dem Land näher, werden aber von einem Sportflugzeug bedrängt und flüchten in Dagmars Wohnung. Dort müssen sie feststellen, dass Dagmar bereits zurückgekehrt ist und sich wieder mit Wolfgang vergnügt. Petra und Manfred verziehen sich daraufhin auf den Balkon, wo Petra ihr erstes Mal erlebt. Ihr Liebesspiel ist so heiß, dass sie mitsamt dem Balkon auf den Hof stürzen, woraufhin Manfred kommentiert: „Wenn wir heiraten, nehmen wir uns nur eine Balkonwohnung!“

## Klappentext
Die 17-jährige Nordlicht Petra muss in München die Wohnung ihrer Freundin hüten. Aber schon am ersten Abend lernt Petra das frivole Nachtleben in der bayerischen Metropole kennen. Wenn sie auf einer Feier der Schwabinger Schickeria landet fallen alle Hemmungen (und Hüllen).

## Trivia
Der Liedermacher Konstantin Wecker ist in einer ausführlichen Nebenrolle samt Nacktheit als Liebhaber von Inge (Christina Lindberg) zu sehen.
Der Film wurde vor der Aufhebung des Pornoverbotes in Deutschland im Jahr 1975 gedreht und enthält daher zwar Nacktheit (und auch kurze Einstellungen mit full frontal nudity), aber keine Hardcore Elemente. Ein Beispiel ist eine Einstellung in welcher der nackte Rudi auf die ebenfalls nackte Inge springt; hier wehrt sie ihn ab, so dass es offensichtlich nicht zu penetrativen Sex kommt, und ein Konflikt mit dem damaligen Fassung des §184 StGB vermieden wird.